# Viola lehmannii
Viola lehmannii är en violväxtart som beskrevs av Wilhelm Becker. Viola lehmannii ingår i släktet violer, och familjen violväxter. Inga underarter finns listade i Catalogue of Life.